# محمد رفاعة الطهطاوي
محمد فتحي رفاعة الطهطاوي، رئيس ديوان رئاسة جمهورية مصر العربية، قام بتعيينه الرئيس الأسبق محمد مرسي في يوم الأربعاء 9 أغسطس 2012، وكانت الأنظار قد اتجهت إلى «الطهطاوي» عقب فوز الدكتور محمد مرسي بمنصب رئيس الجمهورية، مع توقعات كبيرة بأن يكون وزيرًا للخارجية كأحد أكثر الدبلوماسيين في دولاب وزارة الخارجية بسبب ميله لتطبيق الشريعة الإسلامية.

هذه الميول كانت قد جعلت وزير الخارجية السابق عمرو موسى يختار «الطهطاوي» لترأس الطاقم الدبلوماسي المصري في العاصمة الإيرانية طهران، بعد أن كان يعمل في بروكسل في فترة هي الأصعب في تاريخ العلاقات بين مصر وإيران بعد الثورة الإسلامية عام 1979.

محمد رفاعة الطهطاوي هو أكبر أحفاد أحد أشهر وأكبر قادة النهضة العربية في مصر رفاعة رافع الطهطاوي الذي اشتهر بالبعثة إلى فرنسا وإنشاء كتاب تخليص الإبريز في تلخيص باريز.

## اعتقاله
بعد انقلاب 2013 تم اعتقاله مع الرئيس المصري محمد مرسي.